# Atriplex nummularia
Atriplex nummularia, tiple, es una especie botánica arbustiva forrajera de probada adaptabilidad a aridez y a semiaridez y con buena apetecibilidad y aceptación por el ganado caprino. Originaria de la zona mediterránea árida y semiárida de Australia, con lluvias anuales de 250-600 mm/año.

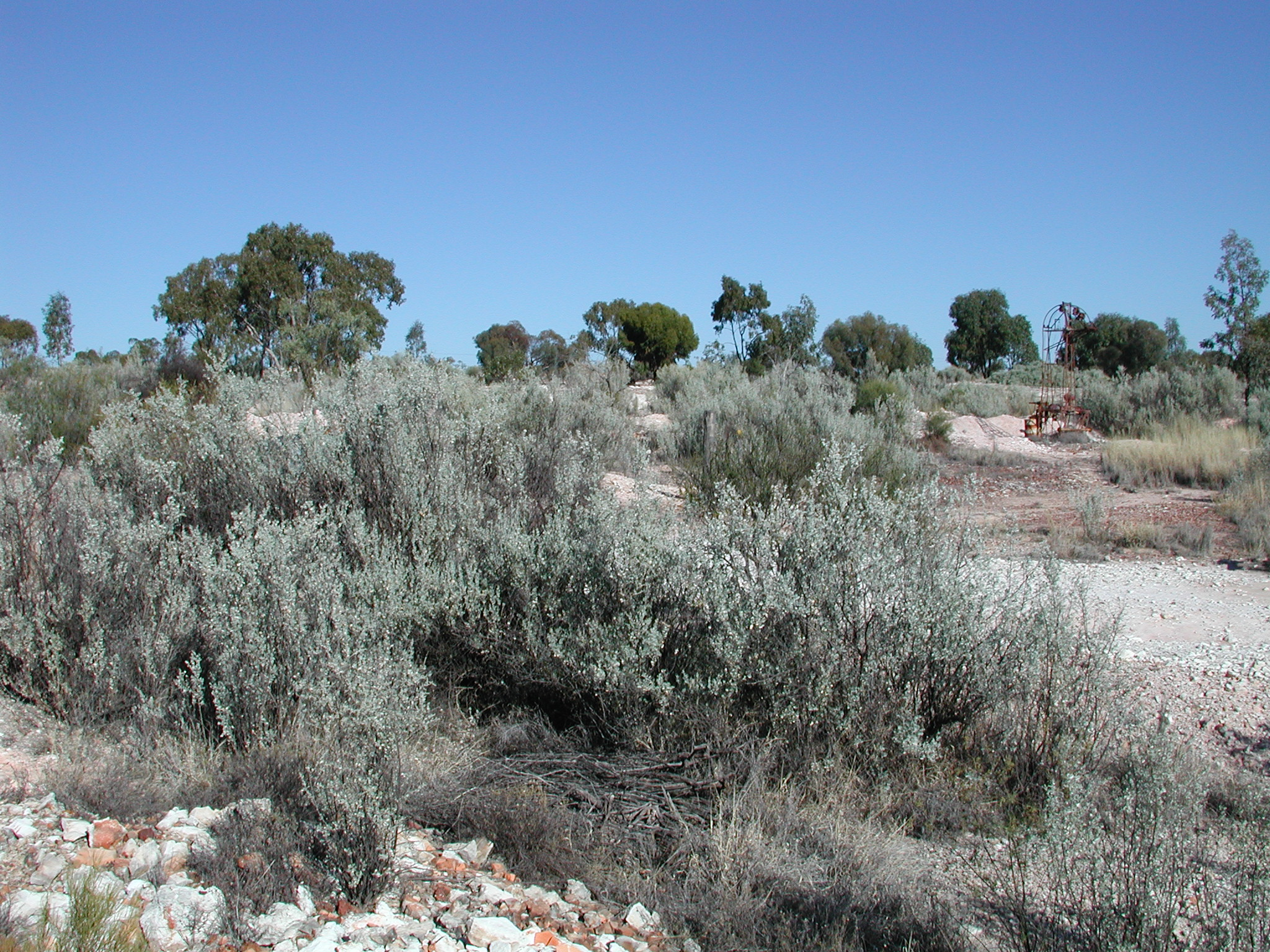
Arbustal de A. nummularia.

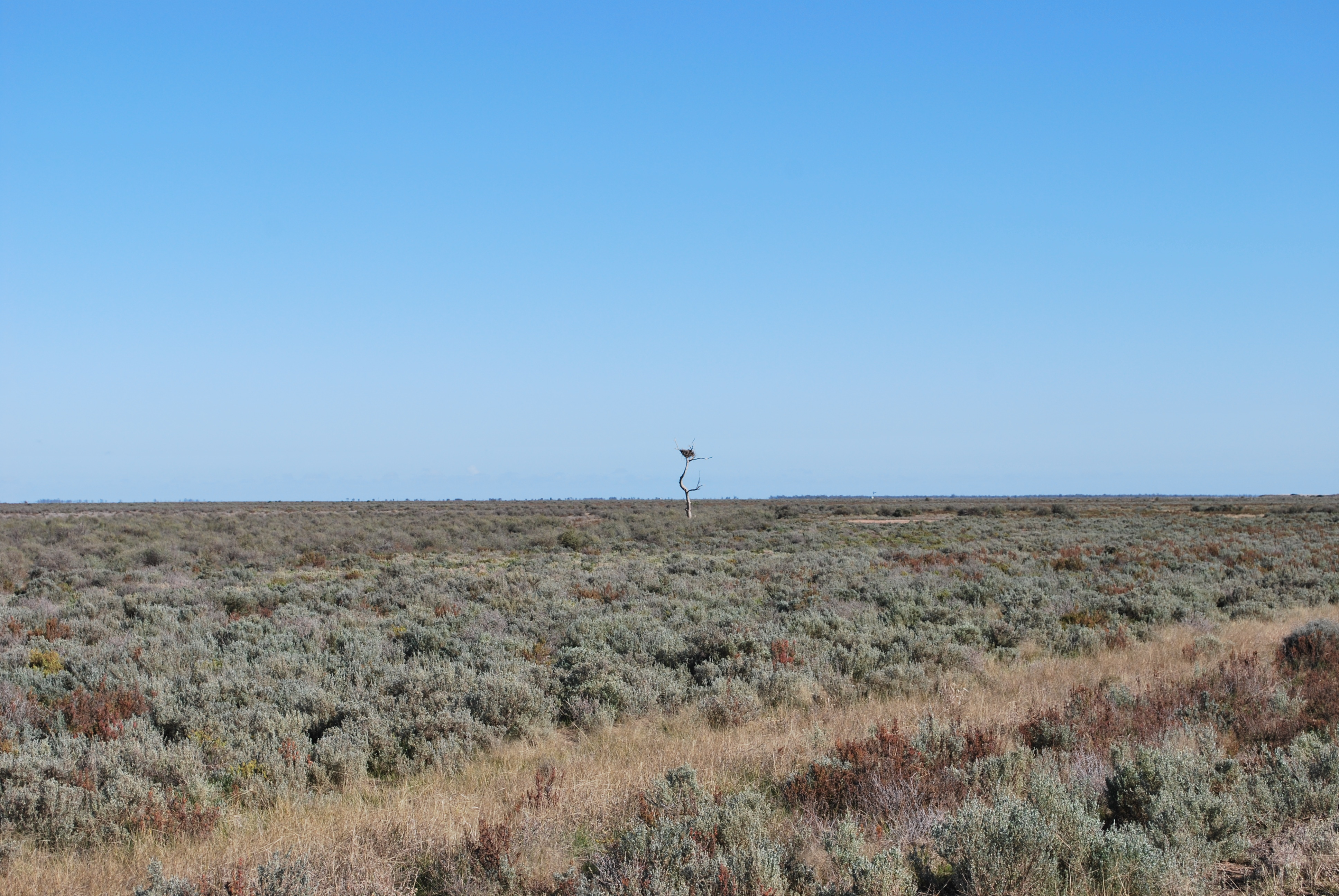
En su hábitat

## Descripción
Arbusto perenne, dioico, erecto, ramoso, siempreverde, coloración cenicienta (ramas blancas), alcanza de 1-3 m de altura, de aspecto columnar aunque es frecuente que algunos ejemplares presenten ramas colgantes, y son muy quebradizas. 
Corteza abierta longitudinalmente en ramas viejas. Hojas de 2-7 cm de largo y 1-4 cm de ancho, alternas, ovales deltoides o redondeadas, coriáceas, gruesas, verdosas glaucas, cinéreas, pecíolo de 4 a 10 mm de largo. 
Inflorescencia masculina espiciforme, en panojas ramificadas hacia los ápices de las ramas. Inflorescencia femenina poco vistosa, en panojas ramificadas densas y gruesas, y gran número de brácteolas. Las brácteolas fructíferas de 4-10 mm de largo y 4-9 mm de ancho, oval deltoides a redondeadas, con cuerpo basal duro, grises a verde glauco, margen herbáceo. Semilla lenticular, de 2 mm de diámetro, tegumento pardo oscuro. 
Es una especie no freátofita. Pero, en aridez, puede alcanzar humedad de napa subterránea hasta de 10 m de profundidad. Y hace alta eficiencia en el uso de agua. 
En Karoo, región de Sudáfrica, hizo una eficiencia de 1 kg de materia seca/250 kg de agua. 
Es muy resistente a alta temperatura, con 30-35 °C de temperatura óptima de fotosíntesis. Y resiste baja temperatura, entre -8 a -12 °C, por pocas horas, y temperaturas invernales muy bajas causan la muerte del vegetal. 
A los tres meses de corte para leña, presenta muy buen estado de recuperación, con excelente rebrote. 

## Usos
Como forrajera se utiliza de complemento del pastoreo en pastizal natural.
Las plantas se producen en semillero y luego se repican en macetas, permaneciendo hasta una altura adecuada y así trasplantadas a campo al comienzo de las lluvias. El atriplex se implanta en potreros cerrados, sin acceso de animales; es necesario el riego de los plantines en el proceso de implantación. Se utiliza ya como forrajera al segundo año de trasplantada. Se realizan cortes a una altura no menor de 5 dm del suelo, y se suplementa a corral.
Hay mucha experiencia argentino-chilena de su aceptación por los caprinos como alternativa forrajera, pero como recurso alimenticio único no cubre los requisitos nutricionales del ganado caprino
 Archivado el 16 de septiembre de 2011 en Wayback Machine.

## Taxonomía
Atriplex nummularia fue descrita por John Lindley y publicado en Journal of an Expedition into the Interior of Tropical Australia 64. 1848.
Etimología
Atriplex: nombre genérico latino con el que se conoce a la planta.
nummularia: epíteto latino  que significa "con forma de moneda.
Sinonimia
- Atriplex halimoides var. monumentalis Sprenger
- Atriplex nummularia subsp. erosa Aellen
- Atriplex nummularia var. monumentalis (Sprenger) Rodigas[4]